# Флаг сельского поселения Успенское (Тверская область)
Флаг муниципального образования сельское поселение «Успе́нское» Ржевского района Тверской области Российской Федерации — опознавательно-правовой знак, служащий официальным символом муниципального образования.
Флаг утверждён 23 мая 2011 года и внесён в Государственный геральдический регистр Российской Федерации с присвоением регистрационного номера 6911.

## Описание
«Прямоугольное полотнище голубого цвета с отношением ширины к длине 2:3, в центре которого — малый трилистный крест (высотой и шириной 1/7 ширины полотнища) жёлтого цвета с сиянием между концами, к которому по диагонали от верхнего угла у древка летят навстречу друг другу две видимые сверху чайки белого цвета с распростёртыми крыльями».

## Символика
Флаг сельского поселения «Успенское» отражает исторические, культурные, социально-экономические, национальные и иные местные традиции.
Земли сельского поселения «Успенское» исторически связаны с Ржевом. В XV веке они входили в состав Тверского княжества и граничили с Ржевским (Смоленским) княжеством. А в 1796 году с образованием Тверской губернии центральная часть этих земель вошли в состав Ржевского уезда. Красная верхняя полоса с зелёными краями — символ неразрывной исторической связи и единства сельского поселения «Успенское» и Ржевского района, флаг которого — красное полотнище с зелёной каймой.
Символика фигур флага сельского поселения многозначна:
 — трилистный (наперсный) крест — олицетворяет Троицкий храм в деревне Глебово (построенный под руководством князя Якова Петровича Гагарина и освящённый в 1824 году) и другие церкви (Михайловская церковь в Щапово, Преображенская церковь в Бойне), расположенные на территории поселения;
 — чайки — символ духа, полёта, свободы. Слетающиеся к кресту чайки символически отражают значительную часть населения сельского поселения, бывших офицеров, осевших вместе со своими семьями на этих землях после окончания военной службы в военных городках (частях), расположенных на территории поселения.
Голубой цвет (лазурь) — символ возвышенных устремлений, искренности, преданности, возрождения.
Жёлтый цвет (золото) — символ высшей ценности, величия, великодушия, богатства, урожая.
Белый цвет (серебро) — символ чистоты, открытости, божественной мудрости, примирения.